# إدغار كوفمان جونيور
إدغار كوفمان جونيور (بالإنجليزية: Edgar Kaufmann, Jr.)‏ هو مهندس معماري أمريكي، ولد في 9 أبريل 1910 في بيتسبرغ في الولايات المتحدة، وتوفي في 31 يوليو 1989 في مانهاتن في الولايات المتحدة.